# Hisatake Murata
Hisatake Murata (村田 久武, Murata Hisatake), né le 3 décembre 1963 à Osaka, est un dirigeant japonais du sport automobile. Il est le manager général de Toyota Motorsport GmbH entre 2006 et 2017. En 2017, il en devient président, à la suite du licenciement de Toshio Sato.